# Hemings þáttr Áslákssonar
Hemings þáttr Áslákssonar es una historia corta islandesa (þáttr). Una versión de la obra de conserva en Flateyjarbók (GKS 1005 fol.), y otra en Hulda-Hrokkinskinna (GKS 1010 fol.). 

## Contenido
Trata de un miembro del hird de Harald Hardrada, Hemming Ásláksson, protagonista del relato y un gran esquiador a quien el rey continuamente le plantea retos hasta llegar a una prueba que roza el suicidio, bajar una colina esquiando al límite de un precipicio, bajo amenaza de muerte si no obedece. Oddr Ófeigsson ofrece a Heming una reliquia, un trozo de tela que perteneció a San Esteban, y le tranquiliza explicándole que nadie que lo ha usado ha muerto. Heming falla la prueba y finalmente cae por el precipicio, por lo que Oddr afea y recrimina al rey Harald su crueldad contra Heming. El arrogante rey ordena al resto del hird que lo maten por su insolencia, algo que otros islandeses del hird no están dispuestos a hacer y fuerzan a recapacitar al rey, quien finalmente se contenta con su destierro. Heming sobrevive y se une a las fuerzas de Haroldo II de Inglaterra como venganza por el intento de Harald Hardrada de acabar con su vida.